# Armando del Moral
Armando del Moral (Albacete, 15 de junio de 1916-Los Ángeles, 22 de julio de 2009) fue un periodista y publicista de cine hispano-estadounidense. Ayudó a establecer los Globos de Oro mientras trabajaba como oficial de la Asociación de Corresponsales Extranjeros de Hollywood.

## Biografía
Nació en Albacete el 15 de junio de 1916. Huyó hacia México en 1939 como refugiado de la guerra civil española. Cubrió la incipiente industria cinematográfica mexicana antes de mudarse a Estados Unidos en 1943.
Se convirtió en vicepresidente de la Asociación de Corresponsales Extranjeros de Hollywood y ayudó a fundar los Globos de Oro. Como vicepresidente, también fue anfitrión y presentador de varias ceremonias de los Globos de Oro. También se mantuvo activo en la industria cinematográfica mexicana. Supervisó las negociaciones de los contratos de los actores mexicanos que tomaron papeles en Hollywood. También se desempeñó como representante en Hollywood del sindicato de actores de cine mexicanos, la Asociación Nacional de Actores (ANDA).
Trabajó como publicista en español durante varias campañas y estrenos de películas de Hollywood. En particular, trabajó como publicista para la película Pepe de George Sidney de 1960. También trabajó como asesor en The Magnificent Seven y escribió artículos en español para Walt Disney. Entrevistó a Elvis Presley en 1962.
Escribió y editó la revista Cine-Gráfica durante más de 30 años, que cubre la industria del entretenimiento hispano en Los Ángeles. Además, organizó programas en KXLA y KMEX y escribió y produjo la telenovela en español María Elena en la década de 1950.
Murió el 21 de julio de 2009 en North Hollywood, California, a los 93 años de edad. Fue enterrado en el Forest Lawn Memorial Park de Glendale.